# Eutropis bibronii
Eutropis bibronii (мабуя Біброна) — вид сцинкоподібних ящірок родини сцинкових (Scincidae). Мешкає в Індії та на Шрі-Ланці. Вид названий на честь французького герпетолога Габріеля Біброна (1806–1848).

## Поширення і екологія
Мабуї Біброна мешкають в прибережних районах на півдні і сході Індії та на півночі острова Шрі-Ланка. Вони живуть в невисоких заростях серед піщаних дюн, трапляються на казуаринових плантаціях.

## Збереження
МСОП класифікує стан збереження цього виду як близький до загрозливого. Eutropis bibronii загроує знищення природного середовища.